# Ludwik Mysak
Ludwik Mysak (ur. 17 lutego 1919 w Drohobyczu, zm. 22 grudnia 2015 w Warszawie) – polski dziennikarz, pisarz, polityk i dyplomata, w 1945 prezydent Tarnowa, tajny współpracownik SB.

## Życiorys
Syn Franciszka i Marii. W 1944 debiutował jako dziennikarz w czasopiśmie „Głos Demokraty” w Przemyślu. Od 1944 działał w Polskiej Partii Robotniczej, przekształconej następnie w Polską Zjednoczoną Partię Robotniczą. Należał do Komitetów Powiatowych PPR w Tarnowie (1945) i Gorlicach (1945–1946). Od 18 stycznia do 31 maja 1945 był tymczasowym prezydentem Tarnowa, przybył do miasta z tzw. grupą inicjatywną służb bezpieczeństwa (w tym okresie wojsko i służby sprawowały znaczną część kontroli nad miastem). Pomiędzy 1947 a 1949 był attaché w ambasadzie PRL w Ottawie. W 1953 ukończył Szkołę Główną Służby Zagranicznej.
Od przełomu lat 40. i 50. pracował zawodowo jako dziennikarz. Od 1950 do 1961 zastępca redaktora naczelnego w Redakcji Programów dla Zagranicy Polskiego Radia, od 1956 do 1957 korespondent Polskiego Radia w Londynie. W latach 1961–1991 pracownik Polskiej Agencji Prasowej, od 1961 do 1968 kierownik redakcji Biuletynu Specjalnego PAP, później szef jednej z redakcji zagranicznych. Był korespondentem z obrad konferencji bezpieczeństwa i współpracy w Europie w Helsinkach i Genewie (1973–1975), korespondentem z Helsinek (1975–1976) i Pekinu (1977–1983). Odbył podróże po krajach Azji Południowo-Wschodniej, był także jedynym polskim dziennikarzem relacjonującym proces bandy czworga i kliki Lin Biao. Autor książek „Sześć lat w Chinach” (1988) i „Chiński proces stulecia” (1990). Przetłumaczył z języka angielskiego powieści „Mike Hoare” (1994), „Krwawe pieniądze. Szwajcarzy, naziści, zagrabione miliardy” (1997), „Anastazja Romanowa czy Anna Anderson?” (1998). Publikował artykuły w takich tytułach, jak  „Przegląd Kulturalny”, „Nowa Kultura”, „Polityka” oraz „Perspektywy”. Działał w Stowarzyszeniu Dziennikarzy Polskich (1951–1982), Stowarzyszeniu Dziennikarzy RP i Polskim Klubie Publicystów Międzynarodowych. Występował także jako komentator radiowy i telewizyjny.
Był żonaty z Krystyną, lektorką i inspektorką w Polskim Radiu. Pomiędzy 1956 a 1976 współpracował ze Służbą Bezpieczeństwa pod pseudonimami „Jacek” i „Juliusz Landau”.
Został pochowany na Cmentarzu Bródnowskim.

## Odznaczenia
Odznaczony m.in. Krzyżem Oficerskim i Kawalerskim (1971) Orderu Odrodzenia Polski.